# Cầu Francis Scott Key
Cầu Francis Scott Key là một cầu giàn vòm thép liên tục bắc qua hạ lưu sông Patapsco gần bến cảng Baltimore, kết nối xa lộ Maryland 695 giữa Hawkins Point (một khu phố của Baltimore) và Dundalk ở Maryland, Hoa Kỳ. Nhịp chính của cầu đã sụp đổ vào ngày 26 tháng 3 năm 2024, khi một tàu container MV Dali va vào trụ cầu. Cây cầu này cũng kết nối tuyến đường giữa Thành phố Baltimore và quận Baltimore cũng đi qua một phần nhỏ của quận Anne Arundel. Cây cầu này lần đầu tiên được gọi là Outer Harbor Crossing (cầu bên ngoài bến cảng) cho đến khi nó được đổi tên vào năm 1976, trong khi cầu vẫn đang còn trong quá trình thi công xây dựng. Cây cầu này còn có tên đơn giản là cầu Key hoặc cầu Beltway. Nhịp chính của cầu dài 1200 m đã từng là cây cầu có nhịp dài nhất trong số các cầu giàn liên tục trên thế giới, và tổng chiều dài cầu là 8636 mét. Đây là cây cầu dài thứ hai ở vùng đô thị Baltimore, sau cầu vịnh Chesapeake.
Cầu được khánh thành ngày 23 tháng 3 năm 1977, và được đặt tên theo nhà thơ Francis Scott Key (1779–1843), tác giả lời bài hát quốc ca Mỹ, "The Star-Spangled Banner".